# Fool for the City
Fool for the City är ett musikalbum av Foghat, utgivet september 1975 på skivbolaget Bearsville.
Albumet innehåller några av gruppens största hits som Slow Ride och titelspåret Fool for the City.

## Låtlista
Sida ett
1. "Fool for the City" (Peverett) – 4:32 / 3:29
2. "My Babe" (Hatfield/Medley) – 4:36
3. "Slow Ride" (Peverett) – 8:13
4. "Terraplane Blues" (Robert Johnson) – 5:44

Sida två
1. "Save Your Loving (For Me)" (Price/Peverett) – 3:31
2. "Drive Me Home" (Peverett) – 3:54
3. "Take It or Leave It" (Jameson/Peverett)– 4:59

## Medverkande
- Lonesome Dave Peverett - sång och gitarr
- Rod 'The Bottle' Price - gitarr, lap steel, pedal steel guitar och sång
- Roger Earl - trummor
- Nick Jameson - producent, tekniker, elbas, keyboard, gitarr och sång

- Tony Loew - foto
- Tony Outeda - samordnare